# Парижская школа

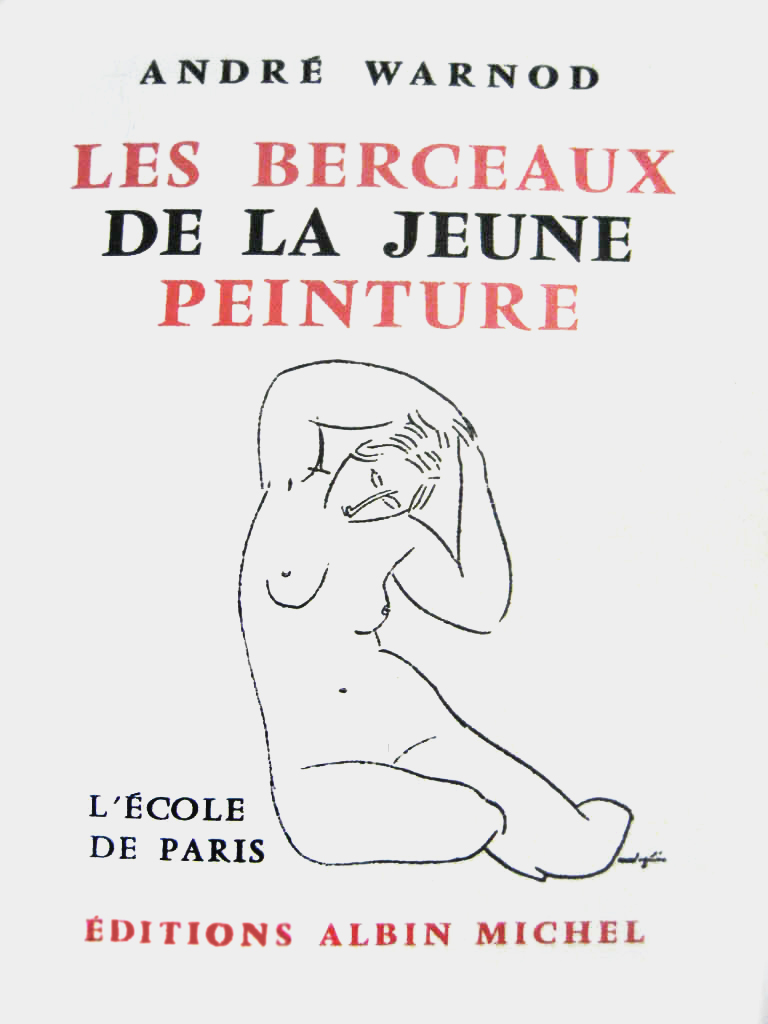
Титульный лист книги Андре Варно «Колыбель молодой живописи: Парижская школа» (1925)

Парижская школа (фр. École de Paris) — условное обозначение для нескольких поколений интернационального сообщества художников, обосновавшихся в Париже с 1900 до 1960-х годов. Часто их подразделяют на представителей трёх периодов:
- 1900—1920-е (обитатели квартала Монпарнас — Пикассо, Шагал, Модильяни, Паскин, Сутин),
- межвоенное двадцатилетие — период между двумя мировыми войнами (Ланской, Поляков, представители абстрактного искусства),
- Вторая мировая война и послевоенные годы, начиная с направленной против фашистского режима Виши выставки «Двадцать молодых художников французской традиции», организованной в 1941 Жаном Базеном (Манесье, Эстев, Фужерон и др.), до 1960-х годов.

Мастеров двух последних периодов иногда называют «Новой Парижской школой».

## Рождение термина
Сам термин «Парижская школа» ввёл в начале 1925 года художественный критик Андре Варно (André Warnod), причём к этой группе он отнёс как французских мастеров, так и иностранных, но проживающих во Франции.

## Художники, которых относят к Парижской школе
- Этьенн Айду
- Ханс Арп
- Александр Архипенко
- Жан Базен
- Яков Балглей
- Роже Бисьер
- Мария Бланшар
- Пьер Боннар
- Ефим Брухис
- Морис Буатель
- Бернар Бюффе
- Анри де Варокье
- Иоахим Вейнгарт
- Мария Элена Виейра да Силва
- Жак Вийон
- Морис де Вламинк
- Леон Гиша
- Хулио Гонсалес
- Леопольд Готтлиб
- Эрмина Давид
- Робер Делоне
- Соня Делоне
- Андре Дерен
- Кеес ван Донген
- Жан Дюбюффе
- Рауль Дюфи
- Сюзанна Дюшан-Кротти
- Эугениуш Зак
- Борис Золотарёв
- Антуан Ирисс
- Рене Ише
- Жан Карзу
- Мишель Кикоин
- Кулон, Жан-Мишель
- Джорджо де Кирико
- Моисей Кислинг
- Антони Клаве
- Пинхус Кремень
- Андре Ланской
- Шарль Лапик[фр.]
- Жак Липшиц
- Бальтасар Лобо
- Мари Лорансен
- Андре Лот
- Мане-Кац
- Альфред Манесье
- Маревна
- Луи Маркуси
- Андре Маршан
- Анри Матисс
- Жорж Матье
- Зигмунд Менкес
- Янкель-Меер Милькин
- Абрам Минчин
- Амедео Модильяни
- Пит Мондриан
- Хуана Мюллер
- Амшей Нюренберг
- Александр Орлов
- Вера Пагава
- Жюль Паскин
- Пабло Пикассо
- Эдуар Пиньон
- Серж Поляков
- Марио Прассинос
- Вера Рохлина
- Арпад Сенеш
- Марк Стерлинг
- Пьер Сулаж
- Хаим Сутин
- Леопольд Сюрваж
- Лайош Тихань
- Морис Утрилло
- Адольф Федер
- Цугухару Фудзита
- Ханс Хартунг
- Файбиш-Шрага Царфин
- Чжао Уцзи
- Марк Шагал
- Морис Эстев
- Рауль Юбак

## Выставки
Значительное количество произведений художников Парижской школы находится в коллекции Йонаса Неттера, выставки картин из этого собрания проходили в Париже, Милане и Санкт-Петербурге (25 ноября 2017 — 25 марта 2018 года, Музей Фаберже).